# هارلي ألين
هارلي ألين (بالإنجليزية: Harley Allen)‏ هو مغن مؤلف أمريكي، ولد في 23 يناير 1956 في دايتون في الولايات المتحدة، وتوفي في 30 مارس 2011 في برينتوود في الولايات المتحدة.

## وصلات خارجية
- هارلي ألين على موقع IMDb (الإنجليزية)
- هارلي ألين على موقع ميوزك برينز (الإنجليزية)
- هارلي ألين على موقع أول ميوزيك (الإنجليزية)
- هارلي ألين على موقع ديسكوغز (الإنجليزية)